# Seznam poljskih pisateljev
Seznam poljskih pisateljev in pisateljic.

## A
Jerzy Andrzejewski

## B
Lech Bądkowski - Michał Bałucki - Justyna Bargielska - Lesław Bartelski - Władysław Bartoszewski - Joanna Bator - Wacław Berent - Miron Białoszewski - Marcin Bielski (zgodovinar) - August Bielowski (zgodovinar) -  Marek Bieńczyk - Wojciech Bogusławski (dramatik) - Maria Bojarska - Katarzyna Bonda - Maria Boniecka - Tadeusz Borowski - Tadeusz Boy-Żeleński - Kazimierz Brandys - Roman Bratny - Andrzej Braun - Tadeusz Breza - Ernest Bryll (dramatik) - Stanisław Brzozowski - Elżbieta Burakowska - Walery Butewicz

## C
Filip Callimachus - Stefan Chwin - Joseph Conrad/Józef Teodor Konrad Korzeniowski

## D
Maria Dąbrowska - Gustaw Daniłowski - Jacek Dehnel - Jacek Dukaj - Kinga Dunin - Stanisław Dygat - Olgerd Dziechciarz

## E
Leszek Engelking

## F
Kornel Filipowicz - Ida Fink - Jerzy Franczak - Aleksander Fredro (dramatik) - Andrzej Frycz Modrzewski (humanist)

## G
Konstanty Ildefons Gałczyński - Jerzy Giedroyc - Witold Gombrowicz - Aleksander Głowacki - Janusz Głowacki (dramatik...) - Natasza Goerke - Ferdynand Goetel - Antoni Gołubiew - Łukasz Górnicki - Manuela Gretkowska - Ryszard Marek Groński - Gaja Grzegorzewska - Stefania Grodzieńska - Henryk Grynberg

## H
Julia Hartwig - Zygmunt Haupt - Józef Hen - Zbigniew Herbert -  Gustaw Herling-Grudziński - Marek Hłasko - Paweł Huelle (1957-2023)

## I
Ireneusz Iredyński - Karol Irzykowski - Jarosław Iwaszkiewicz

## J
Paweł Jasienica - Bruno Jasieński - Joanna Jodełka - Jerzy Jurandot (r. Jerzy Glejgewicht)

## K
Juliusz Kaden-Bandrowski (1885-1944) - Anna Kamieńska - Ryszard Kapuściński - Ignacy Karpowicz - Julian Kawalec - Jan Kochanowski - Maria Konopnicka - Tadeusz Konwicki - Janusz Korczak - Józef Korzeniowski - Jerzy Kosiński -  Zofia Kossak-Szczucka - Jan Kott (dramatik) - Hanna Krall - Ignacy Krasicki - Zygmunt Krasiński - Józef Ignacy Kraszewski - Tadeusz Kubiak - Zygmunt Kubiak - Maria Kuncewiczowa - Ewa Kuryluk - Andrzej Kuśniewicz

## L
Jan Lam - Antoni Lange - Cezary Łazarewicz - Stanisław Jerzy Lec - Stanisław Lem - Teofil Lenartowicz - Bolesław Leśmian - Antoni Libera - Blanka Lipińska - Ewa Lipska - Leo Lipski

## M
Józef Mackiewicz - Stanisław Mackiewicz - Kornel Makuszynski - Jakub Małecki - Dorota Masłowska - Cezary Michalski - Adam Mickiewicz - Władysław Mickiewicz? - Czesław Miłosz - Zygmunt Miłoszewski - Karol Modzelewski - Gustaw Morćinek - Remigiusz Mróz - Bronisław Mróz-Długoszewski - Remigiusz Mróz - Sławomir Mrożek - Andrzej Mularczyk

## N
Zofia Nałkowska - Teodor Narbutt - Julian Ursyn Niemcewicz - Maciej Niemiec - Zbigniew Nienacki - Edmund Niziurski - Cyprian Kamil Norwid - Marek Nowakowski - Maria Nurowska

## O
Władysław Orkan - Stanisław Orzechowski (politični pisec) - Eliza Orzeszkowa - Ferdynand Antoni Ossendowski - Igor Ostachowicz

## P
Jerzy Pachlowski - Tomasz Pacyński - Jan Parandowski - Jan Chryzostom Pasek - Tadeusz Peiper - Jerzy Pilch - Andrzej Pilipiuk - Anatol Potemkowski - Jan Potocki - Wacław Potocki - Bolesław Prus - Kazimierz Przerwa-Tetmajer - Stanisław Przybyszewski - Stanisława Przybyszewska (dramatičarka) 

## R
Edward Redliński - Mikołaj Rej - Władysław Stanisław Reymont - Tadeusz Rittner - Karol Hubert Rostworowski - Tadeusz Różewicz - Adolf Rudnicki - Zyta Rudzka - Lucjan Rydel - Jarosław Marek Rymkiewicz - Henryk Rzewuski - Wacław Rzewuski - Wincenty Rzymowski - Małgorzata Rejmer

## S
Magdalena Samozwaniec - Andrzej Sapkowski - Pawel Sarna - Bruno Schulz - Henryk Sienkiewicz - Wacław Sieroszewski - Piotr Skarga (pridigar) - Juliusz Słowacki - Leopold Staff (dramatik, esejist) - Andrzej Stasiuk - Anatol Stern - Andrzej Strug - Marian Sworzeń - Ziemowit Szczerek - Marcin Szczygielski - Andrzej Szczypiorski - Aleksander Świętochowski - Paweł Szydeł - Wisława Szymborska

## T
Olga Tokarczuk - Józef Tretiak - Tomek Tryzna - Magdalena Tulli - Agata Tuszyńska - Anna-Teresa Tymieniecka - Leopold Tyrmand

## U
Kornel Ujejski

## V
Krzysztof Varga - Ingmar Villqist (pr.i. Jarosław Świerszcz), dramatik

## W
Paulina Wat - Józef Weyssenhoff - Jan Wilkowski (dramatik, gledališčnik) - Stanisław Ignacy Witkiewicz - Michał Witkowski - Józef Wittlin - Jerzy Wittlin - Wiktor Woroszylski - Stanisław Wyspiański

## Z
Franciszek Zabłocki (dramatik) - Adam Zagajewski - Wacław Michał Zaleski - Ludwik Lazarus Zamenhof - Gabriela Zapolska - Stefan Żeromski - Rafał A. Ziemkiewicz - Jerzy Żuławski - Mirosław Żuławski - Jakub Żulczyk

## Ž
Narcyza Żmichowska-Gabryella - Wojciech Żukrowski